# Qatana
Qatana (arabiska قطنا) är en stad i sydvästra Syrien, och är belägen i provinsen Rif Dimashq, något sydväst om Damaskus. Den är administrativ huvudort för ett distrikt, mintaqah, med samma namn som staden och hade 33 996 invånare vid folkräkningen 2004.